# Acanthodis
Acanthodis is een geslacht van rechtvleugeligen uit de familie sabelsprinkhanen (Tettigoniidae). De wetenschappelijke naam van dit geslacht is voor het eerst geldig gepubliceerd in 1831 door Serville.

## Soorten
Het geslacht Acanthodis omvat de volgende soorten:
- Acanthodis aquilina Linnaeus, 1758
- Acanthodis chipmani Bruner, 1906
- Acanthodis curvidens Stål, 1875
- Acanthodis longicauda Stål, 1874
- Acanthodis tessellata Brunner von Wattenwyl, 1895
- Acanthodis unispinulosa Brunner von Wattenwyl, 1895